# Dominic Fortune
Dominic Fortune es un personaje ficticio que aparece en los cómics estadounidenses publicados por Marvel Comics.

## Historial de publicaciones
Creado por Howard Chaykin y basado en Escorpión, el personaje de Chaykin para la fallida compañía Atlas/Seaboard Comics, Dominic Fortune fue originalmente un aventurero disfrazado que buscaba fortuna en la década de 1930.
Formó parte de la línea de revistas en blanco y negro gratuitas de Marvel's Comics Code. Sus dos primeras apariciones ocurrieron en Marvel Preview #2 (1975, sin mes) y Marvel Super Action #1 (enero de 1976), una revista de una sola toma. Estas historias se reimprimieron más tarde en Marvel Preview #20 (invierno de 1980).
Luego apareció como "Dominic Fortune, Brigand For Hire" como una función de respaldo en The Hulk! (una revista a todo color, anteriormente Rampaging Hulk en blanco y negro) # 21 - # 25 (junio de 1980 - febrero de 1981), escrita por Denny O'Neil con ilustraciones completamente pintadas por Chaykin. El número 24 (diciembre de 1980) contiene un breve editorial en el sentido de que, aunque la revista volvía a ser en blanco y negro a partir del siguiente número, esto sería "con la excepción de la tira de Dominic Fortune, que será en color hasta su conclusión poco convencional" en el número 26". A pesar de esta afirmación y de un anuncio en el número 25 de una historia de Dominic Fortune en el número 26, la historia del número 25, "Slay Bells", fue la última publicada. Al mismo tiempo, Fortune apareció en Marvel Premiere # 56 (octubre de 1980), en una historia tramada por Len Wein y presentada por Chaykin para Marvel Super-Action # 2, nunca publicada, y terminada por David Michelinie y Terry Austin.
Posteriormente, una versión anciana del personaje interactuó con los héroes modernos de Marvel en Marvel Team-Up #120 (agosto de 1982), Web of Spider-Man #10 (enero de 1986), Iron Man #212 - #213 (noviembre de 1986 - diciembre de 1986) y Web of Spider-Man # 71 - # 72 (diciembre de 1990 - enero de 1991), sin la participación de Chaykin más allá de la portada de Web of Spider-Man # 10. Una historia retrospectiva que revela la participación de Fortune en el origen del Capitán América apareció en Marvel Super Heroes (vol. 2) # 3 (septiembre de 1990)
La siguiente aparición de Dominic Fortune fue en Sable and Fortune, una serie limitada de 4 números publicada en 2006, escrita por Brendan Cahill y pintada por John Burns (números 1 a 3) y Laurenn McCubbin (número 4). Originalmente solicitada como una serie de seis números, Sable and Fortune se redujo a cuatro números después de que se lanzó el número 1 en marzo de 2006. Según la página de cartas del número 3 (mayo de 2006), la historia de cuatro partes no se vio afectada; los dos últimos números habrían sido una historia separada. También apareció como personaje secundario en Marvel Comics Presents (vol. 2) # 5 - 12 (febrero de 2008 - octubre de 2008).
En junio de 2009, se publicó un cómic digital de seis partes solo en línea Astonishing Tales: Dominic Fortune como parte de la iniciativa digital de Marvel Comics. Escrito por Dean Motter y dibujado por Greg Scott, presentó a Dominic Fortune en cuentos ambientados durante la década de 1930. Esto fue seguido en octubre por una miniserie de cuatro partes publicada bajo el sello MAX maduro de Marvel. Escrita e ilustrada por Howard Chaykin, esta miniserie también se desarrolla en la década de 1930.
Marvel Comics lanzó el libro de bolsillo comercial de Dominic Fortune. El título reimprime la serie MAX de 2009 y Astonishing Tales: Dominic Fortune, junto con las historias en Marvel Preview #2 y Marvel Premiere #56.
En 2010, Dominic Fortune apareció como personaje secundario en la serie Hawkeye & Mockingbird, que duró seis números. Posteriormente apareció en la miniserie Widowmaker, que continuó una historia de Hawkeye & Mockingbird.
En 2011, Fortune apareció como parte del grupo Vengadores de 1959 en New Avengers Vol. 2, # 10-13, seguida de la miniserie de cinco números Avengers 1959.
En 2015, Fortune apareció en S.H.I.E.L.D. #11 en una historia dibujada por Chaykin.

## Biografía ficticia

### Duvid "David" Fortunov
Nacido en Nueva York, Duvid Jerome Fortunov pasó la década de 1920 hasta justo después del desplome de Wall Street en 1929 en el Lower East Side de la ciudad de Nueva York "mintiendo, engañando y robando mi camino en la vida". Durante este tiempo, él salva a un joven Steve Rogers de un grupo de matones.
Trabajó como escapista en Coney Island, pero al no tener mucha suerte en eso, se dedicó a caminar y hacer tormentas. Durante este tiempo, lanzó algunas entradas de béisbol Triple-A en las ligas judías. Algún tiempo después de delatar a la mafiosa de Nueva York Olga Cimaglia, Fortunov se mudó a Los Ángeles, California, donde cambió su nombre a Dominic Fortune y se convirtió en un aventurero disfrazado y mercenario. En 1934 estuvo involucrado en la Guerra del Chaco entre Bolivia y Paraguay, luchando como piloto de ambos bandos antes de regresar a Los Ángeles, donde tomó un trabajo protegiendo a tres estrellas de cine "fuera de control y borrachas". Tratando de desentrañar un complot para matarlo, viajó a Berlín para los Juegos Olímpicos de 1936 y, finalmente, frustró un complot de la quinta columna estadounidense para matar al presidente Roosevelt y su esposa y obtener una importante financiación de los alemanes e italianos para apoyar a los nazis simpatizantes en los EE. UU. No mucho después, se encontró con Sabbath Raven, la propietaria del Mississippi Queen, un casino flotante amarrado en las afueras de las aguas territoriales de los EE. UU., donde disfrutó de una relación romántica con ella y compartieron muchas de sus aventuras.
En 1937, en una aventura en Europa, se encontró con los padres del Dr. Doom y más tarde con los villanos del Capitán América, Barón von Strucker y Barón Zemo, y pasó algún tiempo en Latveria y Wakanda en África mientras frustraba las intrigas de armas nazis que involucraban el mineral Vibranium, aún sin nombre. No mucho después, después de haber sido desalojado de su oficina, comenzó a vivir a bordo del Mississippi Queen por invitación de Sabbath. En ese mismo año, descubrió un complot de propaganda nazi en la industria del cómic. El también disolvió un culto de zombis, frustró el intento de asesinato de un senador de EE. UU. por parte del Barón Strucker, expuso a la falsa "estrella infantil" Tina Timmons, y rescató al embajador británico de un terrorista.
En 1938, impidió que Jacob Einhorn, un magnate inmobiliario, vendiera secretos estadounidenses a los japoneses a cambio de tierras después de su planeada invasión. También evitó que la estrella del cine mudo Noble Flagg y la mafiosa Olga Cimaglia se apoderaran del inframundo de Los Ángeles. En la primavera, conoció a Timothy "Dum Dum" Dugan y lo ayudó a salvar su circo de un grupo de matones contratados por el rico Spencer Keene.
A principios de 1940, derrotó a un grupo de saboteadores nazis que se habían apoderado del Dean Brothers Circus en Chicago. Más tarde ese mismo año, frustró un complot nazi para robar planos ultrasecretos de una fábrica de municiones. En mayo, perdió el contacto con Sabbath Raven después de una discusión en un bar de Róterdam justo antes de la invasión nazi de la ciudad. Después de no poder encontrarla, Fortune regresó a los EE. UU. El fue rechazado como sujeto del Proyecto: Renacimiento, pero ayudó a proteger al hombre elegido, Steve Rogers (que se convertiría en el Capitán América) de los agentes nazis. En 1942, conoció al Sub-Marinero durante Murmansk Run. El regresó a la guerra como soldado en 1943. En los últimos días de la guerra, Fortune fue responsable de matar al líder de la Sociedad del Océano Negro, Después de la guerra, el continuó su búsqueda de Sabbath, pero nuevamente fracasó.
En 1959, mientras estaba en París, Fortune fue reclutado por Nick Fury para ser miembro de la "Iniciativa Vengadores". Esto incluyó trabajar con Sabretooth y Ulysses Bloodstone. Después de ayudar a derrotar a una versión neonazi de Red Skull en Suecia, los antecedentes penales de Fortune fueron borrados.
Eventualmente, Fortune regresó a Estados Unidos y volvió a ser David Fortunov. Se estableció como vendedor de Pontiac en el condado de Nassau, Nueva York (convirtiéndose en 'Vendedor campeón del condado de Nassau' en 1965), donde se casó y tuvo dos hijos. El eventualmente se retiró a Restwell Nursing Home, NY después de la muerte de su esposa, pero salió de su retiro para luchar contra Turner D. Century junto a Spider-Man, después de lo cual prometió retomar su búsqueda de Sabbath Raven. Algún tiempo después de esto, dejó el resto de la casa, luego, junto con Spider-Man, luchó contra Shocker, que trabajaba para Simon Steele, un antiguo adversario de Fortune a quien había estado investigando con la esperanza de encontrar pistas sobre el destino de Sabbath.
Más tarde ayudó a Iron Man en su batalla con Iron Monger, una vez más un empleado de Simon Steele. El hijo de Fortune, Jerry, fue testigo de la batalla y, creyendo que su padre había muerto, juró vengarse. Vistiendo el disfraz de su padre, Jerry Fortunov se convirtió en el nuevo Dominic Fortune, aunque después de encontrar a su padre todavía con vida, él fue asesinado por Steele, tomando un tiro destinado a su padre. Iron Man luego informó a Fortune que el Sabbath que había visto con Steele mientras estaba en cautiverio era, de hecho, la hija de Sabbath Raven, Elena, del hermano de Steele (el primer marido de Sabbath), Heinrich von Lundt.
Buscando venganza por el asesinato de su hijo, con la ayuda de Spider-Man, Dominic Fortune rastreó a Steele y al joven Sabbath Raven hasta Nueva York, solo para descubrir que Steele se había casado con Sabbath de Fortune muchos años antes. Eventualmente, Fortune, Spider-Man y Silver Sable acorralan a Steele escondiéndose a bordo de los restos envejecidos de la Mississippi Queen y Fortune se reunió con la original Sabbath Raven.
En 1991, Fortune estuvo en Filipinas durante la erupción del Monte Pinatubo.
Más tarde, Fortune encontró y reprodujo un suero de Super-Soldado defectuoso que Pájaro Burlón ayudó a crear. Después de ingerirlo, perdió la edad y perdió la memoria por un corto tiempo.
En 2006, el recién envejecido Dominic Fortune unió fuerzas con Silver Sable para detener los planes de los traidores dentro del propio Wild Pack de Silver Sable. En ese momento, Fortune trabajaba como IP, pero también se demostró que trabajaba con un grupo de operaciones encubiertas del gobierno llamado Vanguard.
Después de que recuperó la memoria y envejeció de la noche a la mañana, decidió unirse a la organización de Pájaro Burlón, la Agencia Mundial contra el Terrorismo para estar cerca de ella, asegurándose de que el creador del suero Super-Soldado estuviera allí para ayudarlo si los efectos secundarios empeoraban.
En 2015, se reveló que había envejecido nuevamente (aunque aún era más joven que sus más de 100 años reales) y vivía a bordo del Mississippi Queen, que le dejó a la fallecida Sabbath Raven. Reclutó la ayuda del director de campo de S.H.I.E.L.D., Phil Coulson, para que lo ayudara a recuperar la nave después de perderla mientras jugaba con el agente de Hydra, Tug Freehand.

### Jerry Fortunov
Cuando Jerry Fortunov pensó que su padre había sido asesinado, juró vengarse del Iron Monger. Con el traje de su padre, Jerry Fortunov se convirtió en el nuevo Dominic Fortune. La carrera de Jerry Fortunov como Dominic Fortune fue corta. Al descubrir que su padre estaba vivo, Jerry, con la ayuda de Iron Man, atacó la propiedad de Simon Steele. El fue herido de muerte en la batalla, disparado por Simon Steele y murió en los brazos de su padre.

## Habilidades y equipamiento
En su mejor momento, David Fortunov era un hombre atlético. También fue un soberbio combatiente cuerpo a cuerpo y un excelente boxeador, y un experto tirador y espadachín. En los tiempos modernos, a pesar de su avanzada edad, David se encuentra en excelente condición física y aún conserva gran parte de sus habilidades físicas; sin embargo, se cansa fácilmente.
Aunque menos habilidoso físicamente que su padre, Jerry Fortunov era un abogado fiscal experto con cierta formación en puntería.
Dominic Fortune usa una variedad de pistolas, particularmente la Mauser C96, usando munición parabellum de 9 mm.

## En otros medios
Delroy Lindo interpretó a Dominic Fortune en el piloto de Marvel's Most Wanted, una serie que no fue recogida por ABC y no se emitió.